# キルンベルガー第3法

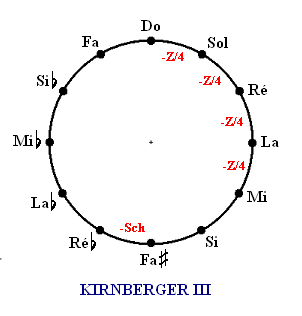
キルンベルガー第3法の五度圏

キルンベルガー第3法（キルンベルガーだい3ぽう）は、近世ドイツの作曲家・鍵盤奏者・音楽理論家ヨハン・フィリップ・キルンベルガー (1721 - 1783) によって考案された鍵盤楽器のための音律である。1779年にキルンベルガーがヨハン・ニコラウス・フォルケルに当てた手紙の中に記述がある。
鍵盤楽器で全ての調を演奏可能な音律で、ピタゴラス音律や中全音律にみられるウルフが解消されている。
この音律ではC-G、G-D、D-A、A-E間の5度を純正音程より1/4シントニックコンマ狭くすることでC-E間を純正3度に取り、残りの5度をFis-Cis間を除いて純正に取る。Fis-Cis間は純正音程よりスキスマ（ピタゴラスコンマとシントニックコンマの差、約1.9537セント）だけ狭い。

## 調律法
- 派生音の純正五度を作る
  - 音叉でハを唸りが消えるように合わせる。
  - ハから上にホを純正に取る。
  - ハから下にヘ・変ロ・変ホ・変イ・変ニと純正に取る。
  - ホから上にロ・嬰ヘと純正に取る。

- 幹音のミーントーン五度を作る
  - 変ロと嬰ヘの間に同じ唸りに挟まれるようにニを取る。
  - 定まったニ音とハ音との間に同じ唸りに挟まれるようにトを取る。
  - ニ音とホ音との間に同じ唸りに挟まれるようにイを取る。

- 仕上げ
  - 出来上がった中央の12音を基準に鍵盤の両側全域へ純正な完全八度に合わせていく。